# Братовий чатувальник
«Братовий чатувальник» (англ. «Brother's Keeper») - короткометражний художній фільм жахів, який було знято в Бельгії голландським виробництвом «Пелікола» (Pellicola) англійською мовою. «Братовий Чатувальник» завоював першу премію під назвою «Шокувальний Короткий Авард» (Shocking Shorts award) на міжнародному кінофестивалі 13-та Вулиця (13th Street).

## Сюжет
У величезному будинку мешкають двоє братів: один красень, а другий — потвора. Красень живе у світлі власних дуже дивних ідей і якоїсь нелюдської віри у своє певне «святе» покликання…. Він приводить у дім повій з вулиці і примушує негарного брата їх убивати під знаком ритуальних звершень…. І все це продовжувалось би без кінця і краю, якби потворний брат не закохався в одну з майбутніх «жертв»…. І вся ця історія набула дещо іншого відтінку….

## Автори
Режисер: Мартайн Смітс (Martijn Smits).
У ролях (інтернаціональний каст) : наполовину турок, наполовину голландець Кенан Равен (Kenan Raven), німець Бернд Неунзлінь (Bernd Neunzling), гречанка Дімітра Касарі (Dimitra Kassari), голландка Розанна Гохевоунінь (Rosanna Hogewoning), українка Галина Кияшко (Galyna Kyyashko), арабійка Азра Мусаві (Asra Mousavi), голос за кадром Джек Люсено (Jack Luceno).